# Xã Marsh Grove, Quận Marshall, Minnesota
Xã Marsh Grove (tiếng Anh: Marsh Grove Township) là một xã thuộc quận Marshall, tiểu bang Minnesota, Hoa Kỳ. Năm 2010, dân số của xã này là 143 người.